# اتحاد الغرف السعودية
اتحاد الغرف السعودية (سابقا: مجلس الغـرف التجارية الصناعية السعودية) تنظيم سعودي يعنى بالمصالح المشتركة للغرف التجارية الصناعية بالمملكة، ويقوم بتمثيلها على المستويين المحلي والخارجي، ويعمل على تنمية دور القطاع الخاص في الاقتصاد السعودي. تأسس عام 1400هـ الموافق 1980م ومقره الرسمي بمدينة الرياض وكان يحمل اسم مجلس الغرف السعودية، حتى صدور نظام الغرف الجديد الذي بدأ تطبيقه في 18 يونيو 2021، وينص على تعديل مسماه إلى اتحاد الغرف السعودية.

## التعريف بالاتحاد
بدأ الاتحاد في ممارسة أنشطته الفعلية بتكوين جهازه التنفيذي، وهو الأمانة العامة لمجلس الغرف السعودية اعتبارا من عام 1401هـ (1981م) ومنذ ذلك التاريخ وهو يخطو خطوات سريعة نحو تحقيق الأهداف المنوطة به.
حيث يمثل اتحاد الغرف السعودية مظلة قطاع الأعمال السعودي والغرف التجارية بالمملكة ويعمل على تمثيلها ورعاية مصالحها محلياً وداخلياً، ويعمل الاتحاد على تحقيق أهدافه في خدمة الاقتصاد السعودي من خلال محورين رئيسين هما:
- الصعيد الداخلي: من خلال نقل هموم القطاع الخاص على مستوى الوطن إلى الأجهزة الحكومية، حيث توجد بالمجلس 32 لجنة وطنية قطاعية تضطلع بمسؤوليات القطاعات المختلفة ومناقشة قضايا وهموم وأنظمة هذه القطاعات مع الأجهزة المختصة .
- الصعيد الدولي: حيث يمثل الاتحاد القطاع الخاص في المحافل والمناسبات والمؤتمرات ويشارك في صياغة السياسات الاقتصادية الدولية، كما يحمل هموم تعزيز علاقات المملكة التجارية مع العالم، وفي مقدمة هذه الهموم تعزيز أوضاع الصادرات السعودية ويوجد بالمجلس 31 مجلس أعمال سعودي أجنبي مشترك.

### الرؤية
المساهمة في تطوير وتنمية الاقتصاد الوطني بالتعاون والتنسيق مع الغرف التجارية الصناعية وقطاع الأعمال وكافة الجهات ذات العلاقة في إطار التوجهات العامة للمملكة.

### الرسالة
بتعاون وثيق، يمثل الاتحاد الغرف السعودية في حماية وتطوير قطاع الأعمال بالمملكة، ويعتبر الاتحاد نفسه شريكاً مبادراً في التنمية محافظاً على موارده البشرية والمالية في ظل قيمنا الإسلامية.

### الأهداف الأستراتيجية
1. المساهمة في تحقيق رؤية المملكة 2030، وتنفيذ برامجها.[4]
2. المساهمة مع الجهات الحكومية التنفيذية في صياغة النظم والسياسات ذات العلاقة بقطاع الأعمال.
3. تعزيز مساهمة قطاع الأعمال في التنمية الاقتصادية والاجتماعية.
4. رصد ومتابعة كافة المتغيرات الاقتصادية الداخلية والخارجية وتحليل انعكاساتها على بيئة الأعمال بالمملكة.
5. تنمية وتطوير الصادرات بوجه خاص والتجارة الخارجية بوجه عام.
6. المساهمة في تطوير مناخ الاستثمار.[5]
7. رفع مستوى قطاع المنشآت الصغيرة والمتوسطة.
8. المساهمة في توطين القوى العاملة في منشآت قطاع الأعمال.
9. تنمية العلاقات الخارجية الاقتصادية وتعزيز الشراكة التجارية مع الدول الصديقة.
10. تمتين العلاقة بين الاتحاد والغرف السعودية وبين بعضهما البعض.
11. تمثيل قطاع الأعمال السعودي في المحافل الدولية.
12. تفعيل ممارسة المسؤولية الاجتماعية لدى الغرف السعودية وكافة قطاعات الأعمال بالمملكة.
13. المساهمة في تطوير الصناعات السعودية القائمة وتسهيل إقامة الصناعات المساندة لها.
14. العمل على تحسين صورة أصحاب الأعمال لدى المجتمع والإعلام بشكل مستمر.

## التنظيم الإداري

### مجلس الإدارة
يتكون مجلس الإدارة من رئيس كل غرفة، بالإضافة إلى عضو واحد منتخب من أعضاء مجلس إدارة كل غرفة بحيث يكون عدد أعضاء مجلس الإدارة ستة وخمسون عضواً، ومدة دورة المجلس ثلاث سنوات، وينتخب المجلس في أول اجتماع له رئيساً ونائبين، ولا يجوز انتخاب الرئيس لمدتين متتاليتين.

### اللجنة التنفيذية
تتكون من رؤساء الغرف التجارية الصناعية بالمملكة الثمانية والعشرون، وتقوم هذه اللجنة بالنظر في القضايا ذات الأهمية القصوى والمستعجلة، والإعداد لاجتماعات مجلس الإدارة. وتتلخص مهمة هذه اللجنة في البت بالأمور المالية والإدارية واقتراح وتحضير ودراسة الموضوعات المهمة قبل عرضها على المجلس، بالإضافة إلى متابعة تنفيذ القرارات والتوصيات التي تصدر عن اجتماعات المجلس في دورات انعقاده.

### الأمانة العامة
تعتبر الأمانة العامة للمجلس بمثابة الجهاز التنفيذي الذي يقوم بتنفيذ المهام وتحقيق الأهداف المناطة بالمجلس.كما تعتبر الأمانة العامة بمثابة قاعدة العمل المؤسسي للمجلس، ويرأسها الأمين العام

## وصف شعار اتحاد الغرف السعودية
(العالمية بقيم محلية راسخة)
1. الكرة الأرضية: ترمز إلى هدفنا في الارتقاء إلى مستوى العالمية من حيث الرؤيا والتوجه.
2. النخلة: الالتزام بأسس تستمد قوتها من قيم المملكة العربية السعودية الراسخة.
3. المثلث: الديناميكية في التعامل والارتقاء في الأداء بمرونة وسلاسة.

## غرف تجارية صناعية سعودية
- الغرفة التجارية الصناعية بالباحة
- الغرفة التجارية الصناعية بمكة المكرمة
- الغرفة التجارية الصناعية بالشرقية
- الغرفة التجارية الصناعية بجدة
- الغرفة التجارية الصناعية بالمدينة المنورة

## مكتب تحقيق رؤية 2030
مكتب تحقيق رؤية 2030 في اتحاد الغرف السعودية بمقر الأمانة العامة للاتحاد في عام 2016م وذلك لتطوير استراتيجيات اتحاد الغرف وفق الرؤية الوطنية.

### مهمة المكتب
يعمل المكتب على زيادة مساهمة القطاع الخاص في تحقيق رؤية المملكة 2030، ويتمثل عمله في تمكين اتحاد الغرف من الوصول لأهدافه ودعم مبادرات الغرف ضمن إطار تحقيق الرؤية، كما يساهم في تعزيز دور القطاع الخاص الوطني المحوري في خلق مصادر دخل متنوعة وتحقيق التنمية الاقتصادية المستدامة ومواجهة التحديات القادمة.

### أهدافه
- تكثيف مساهمة القطاع الخاص في تحقيق رؤية المملكة 2030.
- خدمة الرؤية من خلال متابعة مبادرات اتحاد الغرف وأهدافه.
- العمل على وضع حلول للمشاكل والعقبات في المبادرات المهمة في الاتحاد.
- تمثيل القطاع الخاص في مكاتب تحقيق الرؤية في الجهات الحكومية.
- نشر الوعي ببرامج وأهداف الرؤية بين أصحاب الأعمال.
- تماشي أهداف الاتحاد والغرف مع الأهداف الاستراتيجية للرؤية.[7]